# Anous minutus

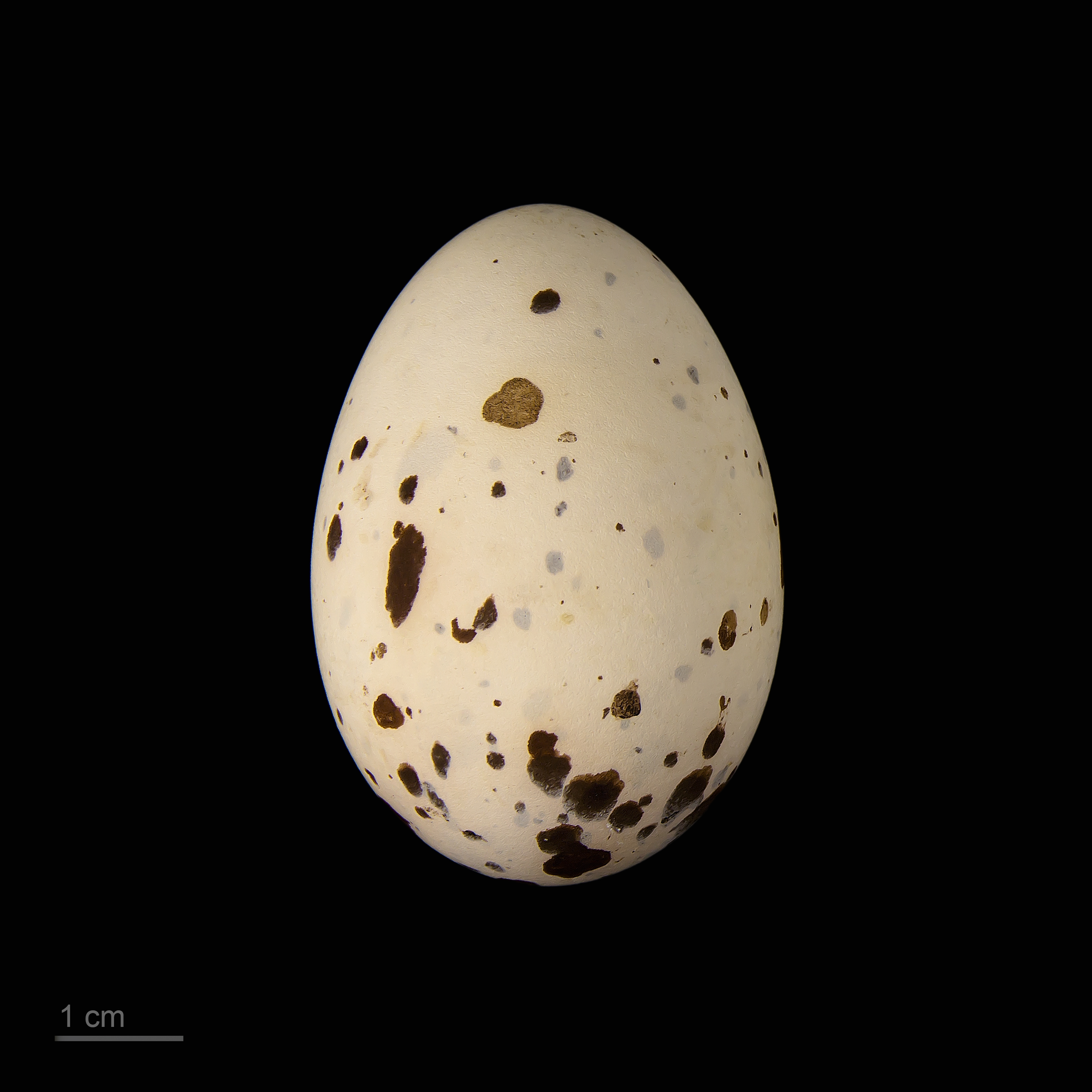
Anous minutus

La sterna stolida nera (Anous minutus, Boie 1844), è un uccello della famiglia dei Laridae.

## Sistematica
Anous stolidus possiede sette sottospecie:
- A. minutus americanus
- A. minutus atlanticus
- A. minutus diamesus
- A. minutus marcusi
- A. minutus melanogenys
- A. minutus minutus
- A. minutus worcesteri

## Distribuzione e habitat
Questa sterna ha una distribuzione molto varia: in Nord America è presente solamente in Florida, mentre è rara nei Caraibi, nel Texas, in Messico e in Centro America; in Sud America è presente dalla Colombia e Venezuela al Brasile, escluso il versante pacifico; in Africa la si incontra sul versante atlantico, dalla Mauritania alla Guinea Equatoriale, e raramente in Sudafrica; in Asia è presente in India, Indonesia, Filippine e Giappone; in Oceania invece è presente dall'Australia alle Hawaii, e più saltuariamente in Nuova Zelanda. È un uccello marino pelagico ed epipelagico.